# Oleotipia

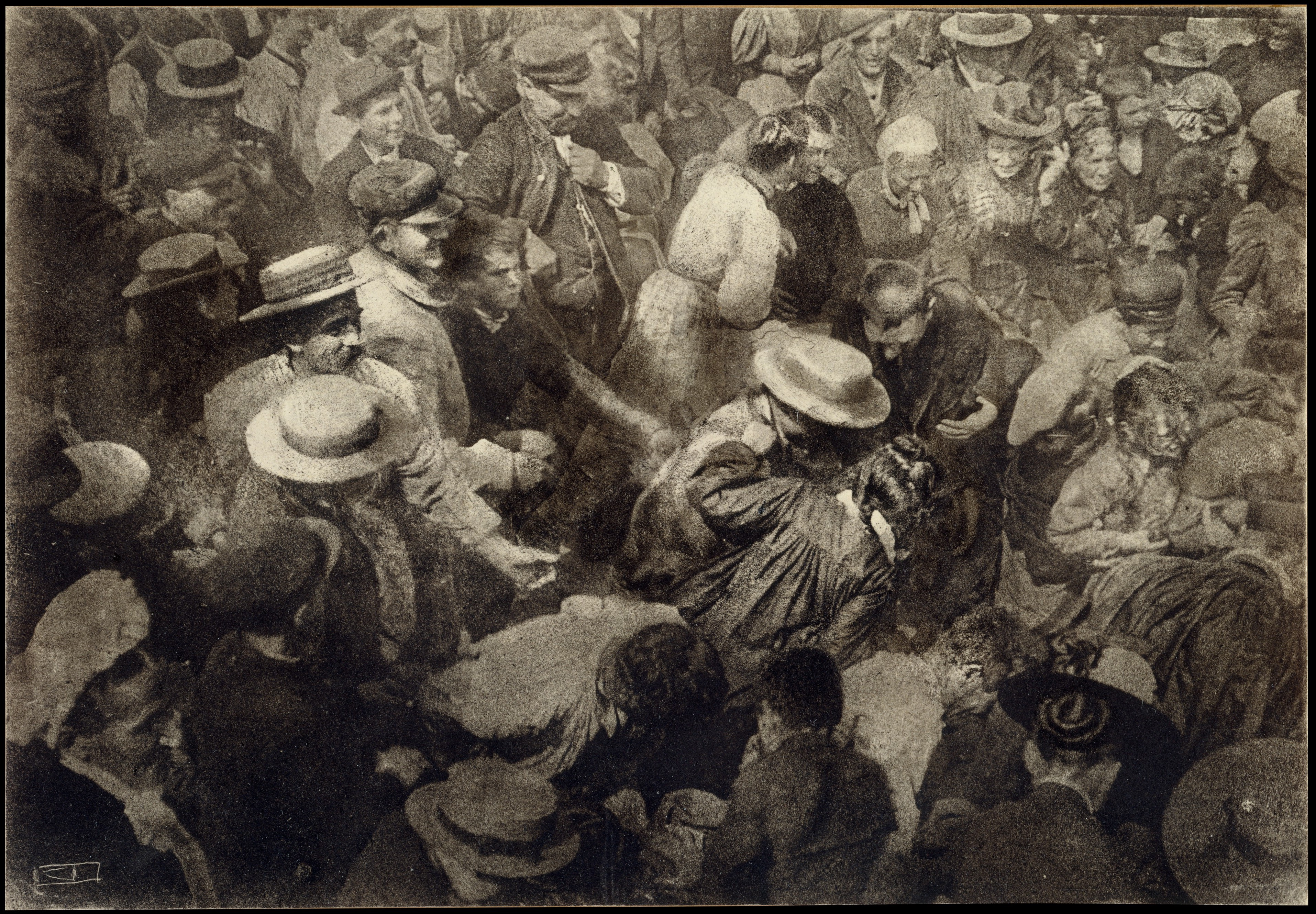
Esempio di oliotipia di Robert Demachy, Una folla, 1910

L'oleotipia, tra le varie tecniche di stampa fotografica che si sono succedute dall'invenzione della fotografia,  anche se forse ebbe un uso limitato, trovò alcuni fotografi entusiasti poiché dava loro la possibilità di intervenire in maniera pittorialista, secondo la moda prevalente dell'epoca.
Anche se questa tecnica fu inventata e brevettata nel 1904 dall’inglese G.E.H. Rawlins la descrizione della stampa ad olio fu descritta nel 1855 da Alphonse Poitevin, ingegnere e fotografo francese, inventore sia di processi fotografici che di aggiornamenti, come la stampa a carboncino e la fotolitografia.
Il procedimento, di natura tipografica, si basa essenzialmente sulla repulsione naturale fra l'acqua e le sostanze grasse oleose, ovvero fra gelatina rigonfiata in acqua e inchiostro da stampa. In pratica, un foglio di carta, preventivamente sensibilizzato con bicromato di potassio, viene cosparso di abbondante gelatina ed essiccato. Quindi a contatto con un negativo, che all'epoca era generalmente una lastra di vetro, ed esposto alla luce, lavato ed asciugato. Dopo un nuovo e successivo lungo lavaggio in acqua fredda, il foglio viene asciugato superficialmente e, ancora umido, per effetto della luce, la gelatina si è indurita, mediante un rullo o un apposito pennello vi si passa più volte con dell'inchiostro grasso. L'inchiostro aderirà alle parti più indurite e verrà respinto da quelle più gonfie d'acqua. In questa fase, peraltro, è possibile intervenire artisticamente da parte del fotografo che può col pennello, o con altri mezzi, agire sull'immagine modificandola per ottenere particolari effetti e perfino aggiungere colori.
Tra i fotografi che furono maestri di questa tecnica di pittorialista si possono citare: Constant Puyo, Robert Demachy, Léonard Misonne, Francis James Mortimer.  Quest'ultimo perfezionò la tecnica cosiddetta del bromolio, brevettata nel 1907 dall'inglese Edward John Wall (1860-1928), con la quale Domenico Riccardo Peretti Griva produsse numerose stampe prevalentemente negli anni Venti e Trenta del Novecento. Tra i nomi che lavorarono con l'oleotipia va ricordato anche Mario Castagneri.